# Le Lieutenant Douglas
Pour les articles homonymes, voir Arizona (homonymie).
Pour plus de détails, voir Fiche technique et Distribution.
Le Lieutenant Douglas (titre original : Arizona) est un western américain réalisé par Douglas Fairbanks et Albert Parker, sorti en 1918, avec Douglas Fairbanks dans le rôle principal.
C'est le premier film de l'histoire du cinéma où on trouve une scripte, métier créé à cette occasion par Sarah Y. Mason. Le film est présumé perdu.
Le film fera l'objet d'un remake en 1931 avec John Wayne.

## Synopsis
Un Lieutenant de la cavalerie U.S. présente sa démission afin de protéger la réputation de la femme de son commandant.

## Fiche technique
- Titre français : Le Lieutenant Douglas
- Titre original : Arizona
- Réalisation : Douglas Fairbanks et Albert Parker
- Scénario : Allan Dwan, Douglas Fairbanks, Albert Parker, Theodore Reed, d'après une pièce de Augustus E. Thomas
- Producteur : Douglas Fairbanks
- Scripte : Sarah Y. Mason
- Image : Hugh Carlyle, Glen MacWilliams, Hugh McClung
- Pays de production :  États-Unis
- Langue : anglais
- Genre : Comédie dramatique
- Format : Noir et blanc - 35 mm - 1,33:1 - Film muet
- Durée : 5 bobines[4]
- Dates de sortie : 
  - États-Unis : 8 décembre 1918
  - France : 16 avril 1920

## Distribution
- Douglas Fairbanks : Lt. Denton
- Theodore Roberts : Canby
- Kate Price : Mrs. Canby
- Frederick Burton : Col. Benham
- Harry Northrup : Capt. Hodgeman
- Frank Campeau : Kellar
- Kathleen Kirkham : Estralla
- Marjorie Daw : Bonita
- Marguerite De La Motte : Lena
- Raymond Hatton : Tony
- Robert Bolder : Docteur
- Albert MacQuarrie : Lt. Hatton
- Katherine Griffith
- Ernest Butterworth